# Tanja Schärer
Tanja Schärer, née le 17 juin 1989, est une skieuse freestyle suisse spécialiste du saut acrobatique. Elle a obtenu trois podiums en Coupe du monde, dont un en 2012 et deux en 2013.

## Palmarès

### Jeux olympiques
- Vancouver 2010 : 19e
- Sotchi 2014 : 14e

### Championnats du monde
- Meilleur résultat : 7e en 2013

### Coupe du monde
- Meilleur classement général : 14e en 2011-2012.
- Meilleur classement en saut acrobatique : 5e en 2011-2012
- 3 podiums